# Hegykő
Hegykő è un comune di 1 405 abitanti situato nella contea di Győr-Moson-Sopron, nell'Ungheria nordoccidentale.